# Angelika Löber

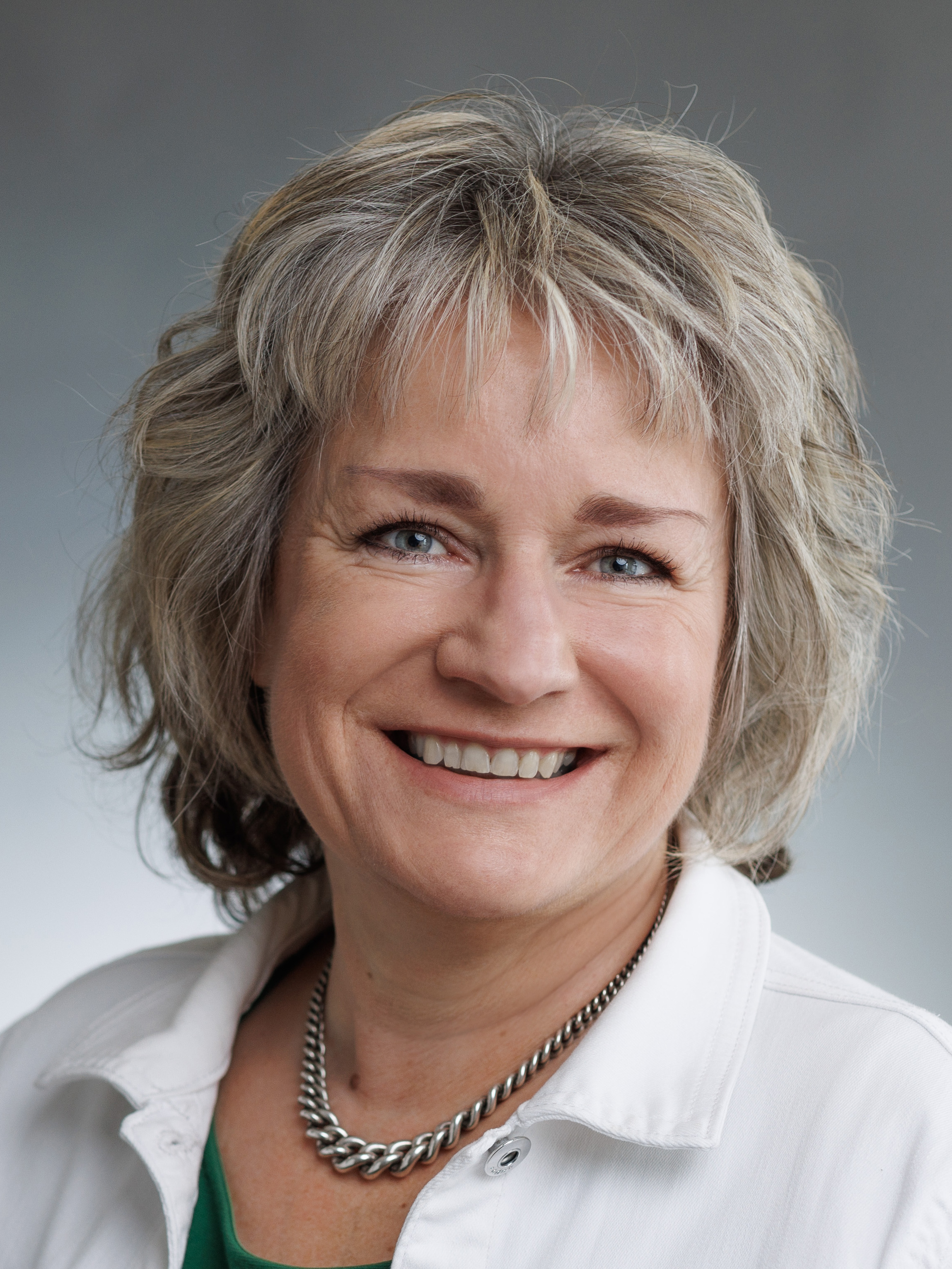
Angelika Löber (2022)

Angelika Löber (* 17. April 1969 in Neustadt in Holstein als Angelika Burmeister) ist eine deutsche Politikerin (SPD). Von 2014 bis 2024 war sie Mitglied des Hessischen Landtages.

## Leben
Löber besuchte von 1975 bis 1979 die Grundschule in Homberg (Ohm) und von 1979 bis 1988 die Stiftsschule St. Johann in Amöneburg, welche sie mit dem Abitur verließ. Sie studierte von 1988 bis 1995 Wirtschaftsmathematik an der Philipps-Universität in Marburg und beendete diesen Studiengang mit dem Diplom. Etwa ein Jahr lang, von 1997 bis 1998, war sie für den Marburger Studienkreis tätig und unterrichtete Studenten und Schüler in Mathematik. 1998 wechselte sie zur Verwaltung der Gemeinde Lahntal, wo sie die Bereiche Controlling, Personal sowie Kosten- und Leistungsrechnung übernahm. 2001 wurde sie Leiterin des Haupt-, Personal- und Ordnungsamtes der Gemeinde Cölbe. Im März 2004 wechselte sie zu ekom21. Dort wurde sie 2010 Leiterin des Fachbereiches für NSK-Produktmanagement, 2012 Leiterin des Fachbereiches für Doppik.
Im Mai 1992 trat Löber der SPD bei, für die sie von 1992 bis 1996 im Ortsbeirat von Sterzhausen vertreten war, danach bis 1998 in der Gemeindevertretung von Lahntal. Außerdem saß sie im Kreisausschuss des Landkreises Marburg-Biedenkopf und kandidierte 2011 für den Kreistag. Bei der Landtagswahl am 22. September 2013 konnte sie sich im Wahlkreis Marburg-Biedenkopf I erfolgreich gegen den CDU-Kandidaten und damaligen Finanzminister Thomas Schäfer durchsetzen. Ab dem 18. Januar 2014 war sie Abgeordnete im Hessischen Landtag. Bei der Landtagswahl 2018 zog sie über die Liste erneut in den Landtag ein. Bei der Landtagswahl 2023 erhielt sie kein Mandat mehr und schied im Januar 2024 aus dem Landtag aus.
Mitgliedschaften und Funktionen in Ausschüssen und Gremien:
- Hauptausschuss
- Ausschuss für Digitales und Datenschutz
- Medienpolitische Sprecherin der SPD
- Sprecherin des SPD-Arbeitskreises des Hauptausschusses
- Mitglied im Kuratorium der HLZ, Hessische Landeszentrale für politische Bildung
- Mitglied der Versammlung der LPR, Hessische Landesanstalt für privaten Rundfunk (Mitglied im Programmausschuss der LPR)

Löber wohnt in Lahntal-Sterzhausen. Sie ist geschieden und Mutter zweier erwachsener Kinder.